# Pavillon du Portugal de l'Expo '98

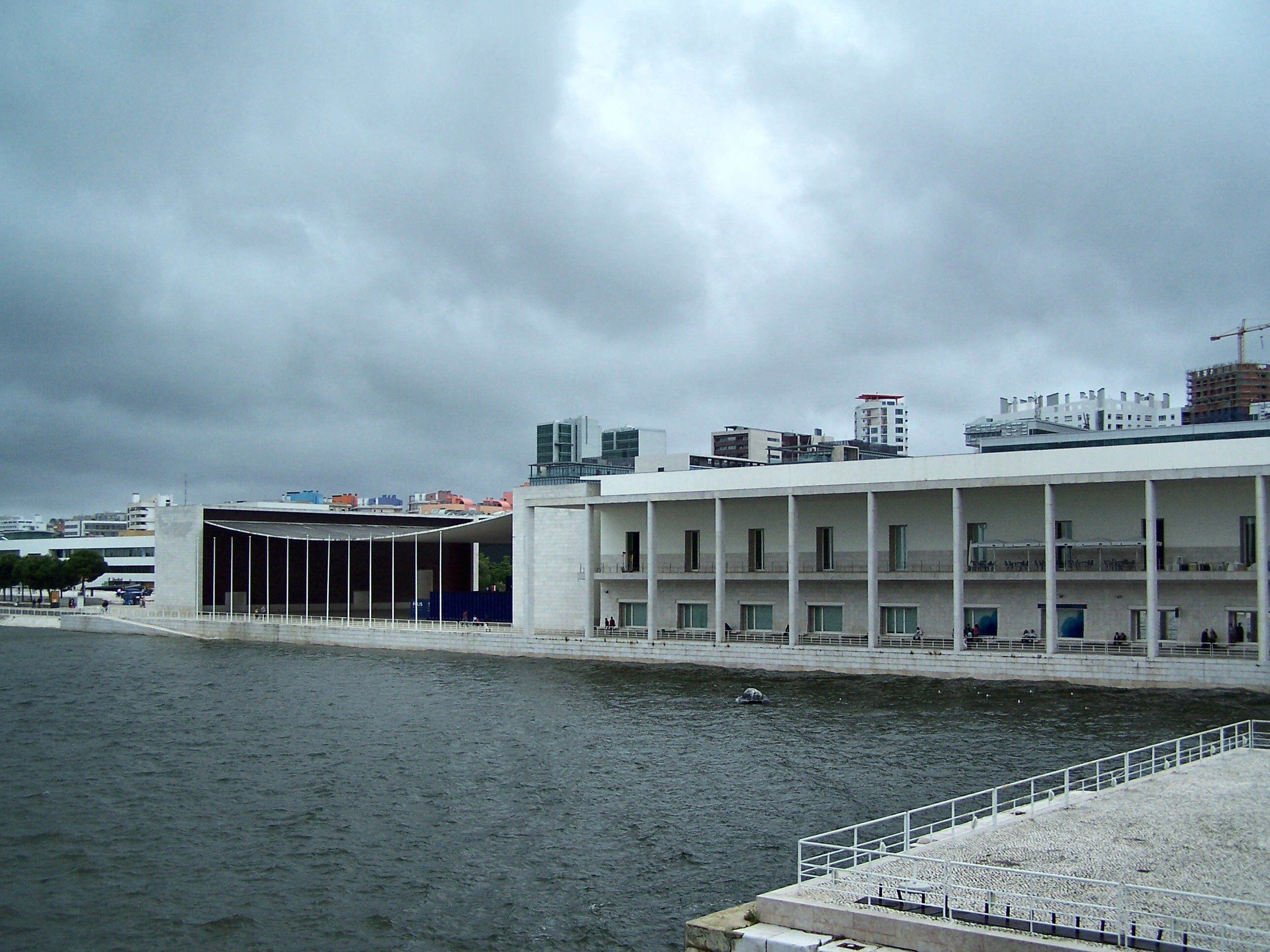
Pavillon du Portugal, vue arrière

Le pavillon du Portugal de l’exposition universelle de 1998 (Expo '98), a été construit entre les années 1995 et 1998. Il est situé dans le Parque das Nações (parc des nations) à Lisbonne au Portugal, fut le bâtiment chargé d’abriter la représentation nationale portugaise lors de cet événement. Il existe encore aujourd’hui. Le projet fut développé par Álvaro Siza avec la participation de l’architecte Eduardo Souto de Moura.
L’entrée de l’édifice se fait par une large place couverte par un imposant voile de béton précontraint, qui, se basant sur l’idée d’une feuille de papier posée entre deux briques, ouvre un espace urbain pouvant héberger les divers événements qu’un espace de cette échelle peut contenir.
Le programme du bâtiment ne portait que sur la période de l’exposition, son usage ultérieur n’étant pas fixé. Les propositions ont été variées, allant de la réutilisation de l’espace comme siège du conseil des ministres, jusqu’à la création d’un musée de l’architecture. En attendant le bâtiment continue d’être encore provisoirement un lieu d’exposition.